# Team Fortress Classic
Team Fortress Classic, também conhecido como Team Fortress 1.5 ou simplesmente TFC, é um jogo multijogador de tiro em primeira pessoa, baseado em times e desenvolvido pela Valve. É um remake do Team Fortress, um mod de Quake. Team Fortress Classic foi originalmente lançado para Windows em 7 de Abril de 1999 como um extra grátis para Half-Life. Uma versão autônoma foi lançada depois, pelo Steam em 2003. O desenvolvimento de Team Fortress Classic foi liderado por John Cook e Robin Walker, os designers do mod original Team Fortress.
O jogo foi anunciado oficialmente em 1999, suportado pelo motor de jogo GoldSrc da Valve. Os designers do mod Team Fortress foram contratados pela Valve para desenvolver Team Fortress 2, mas inicialmente eles refizeram seu trabalho original. O jogo em si envolve um número de times, cada um com acesso a nove classes, competindo em uma variedade de cenários como captura à bandeira, proteção de VIPs e controle de território. Em junho de 2000, o jogo recebeu uma grande atualização, que incluiu novos modelos de personagens e modos de jogo. Em 2008, o jogo era um dos dez mods mais jogados de Half-Life em termos de quantidade de jogadores, de acordo com a GameSpy.

## Jogabilidade
Team Fortress Classic gira em torno de um número de equipes competindo em uma variedade de modos de jogo com jogadores selecionando uma dentre nove classes para jogar. Típicamente, os jogadores escolhem dois times iguais, vermelho e azul, apesar de alguns modos permitirem mais de dois times com acesso à diferentes classes. Cada partida pode sustentar um máxixmo de 32 jogadores. A maneira como um jogador se comporta durante uma partida depende da classe que escolheu, e por isso, Team Fortress Classic depende muito de trabalho em equipe entre os jogadores das diferentes classes.

### Modos de jogo
Team Fortress Classic suporta vários tipos de jogo, com objetivos distintos para as equipes alcançarem. Em mapas de captura da bandeira, o objetivo para ambos os times é capturar a bandeira inimiga e retorná-la para sua base, enquanto prevenindo o time adversário de fazer o mesmo.
Alguns mapas desse tipo possuem mudanças na sua fórmula, como por exemplo, diversas bandeiras por time e requerer que todas sejam capturadas, ou requerendo que uma equipe realize uma tarefa como desabilitar grades de segurança antes de ter acesso às bandeiras. Mapas de controle de território consistem em diversos pontos de comando que devem ser capturados, típicamente ou pisando no ponto ou trazendo a bandeira até ele. As equipes ganham pontos em certos intervalos de tempo para cada ponto de comando que eles controlam. Mapas de ataque e defesa, uma variação de controle territorial, apresenta uma equipe tentando capturar diversos pontos de comando em sequência, enquanto a outra equipe defende cada ponto. Em mapas de escolta, os jogadores são divididos em três equipes - um único VIP, os guarda-costas do VIP e um grupo de assassinos. O objetivo de mapas de escolta se resume aos guarda-costas tentarem escoltar o VIP até um certo ponto do mapa, enquanto os assassinos tentam eliminá-lo antes que ele chegue lá. Em uma atualização depois do lançamento do jogo, um outro modo de jogo, football, foi introduzido. Em mapas de football, as equipes devem capturar uma bola e levá-la para um ponto de captura dentro da base inimiga.

### Classes
Há nove classes em Team Fortress Classic disponíveis para os jogadores. Cada classe é equipada com pelo menos uma arma única, e geralmente também está armada com uma arma secundária, como uma espingarda. Além disso, todas as classes possuem uma arma branca - geralmente um pé-de-cabra - assim como granada (arma)s com uma variedade de efeitos dependendo da classe escolhida. Em mapas de escolta, um único jogador assume o papel de civil, armado apenas com um guarda-chuva (e com apenas 50 de vida e sem armadura), e deve ser escoltado pelo resto da equipe através do mapa.
O Scout é a classe mais rápida do jogo, mas não é capaz de levar muito dano. O Scout anda armado com um tipo de espingarda, assim como estrepes e granadas de concussão para desacelerar e confundir inimigos.
A classe Sniper é armada com um rifle de precisão, e pode ser usada para atacar inimigos em posições distantes. Os Soldiers são significantemente mais lentos que Snipers e Scouts, mas possuem uma melhor armadura e estão armados com um lança mísseis que permite o uso de rocket jump, junto com espingardas de combate para apoio. Os Soldiers podem usar bombas que podem causar muito dano, dependendo da proximidade dos alvos. O Demoman anda armado com um lança granadas para infligir dano indireto à posições inimigas, e um lançador de bombas caseiras para montar armadilhas em certos lugares, assim como possui um kit de demolição capaz de abrir ou fechar certas rotas em alguns mapas.
O Medic é equipado com uma super arma de pregos, granadas de concussão e um kit médico que pode ser usado ou para curar companheiros de equipe ou expor os oponentes à infecções contagiosas que drenam vida. A classe Heavy Weapons possui uma poderosa minigun, e pode sofrer mais dano que qualquer outra classe. Entretanto, o Heavy é muito lento, devido ao seu tamanho e ao peso de sua arma. O Pyro é equipado com um lança-chamas e um lança foguetes incendiário, ambos podem incendiar inimigos. O Pyro também carrega diversas granadas napalm para o mesmo propósito, Alem de ser o único personagem feminino no jogo, confirmado na HQ oficial Old Wounds.O Spy difere significantemente em estilo das outras classes, possuindo a habilidade de se transformar em qualquer uma das outras classes em qualquer das equipes. O Spy é equipado com uma faca para matar jogadores inimigos com apenas um golpe, esfaqueando-os pelas costas, assim como uma arma tranquilizante, para desacelerar oponentes, e gás alucinógeno para confundí-los. Spy também possui a habilidade de fingir morte, permitindo um uso mais efetivo de sua faca ao encontrar os inimigos pelas costas.
A classe final é a Engineer. Uma classe defensiva, Engineers podem construir estruturas de suporte para a equipe, como metralhadoras sentinelas para defender certos pontos, disponibilizadores de munição, e um sistema de teleporte. O Engineer possui a habilidade de recuperar a armadura dos membros de equipe ao bater neles com sua chave inglesa. Além disso, o Engineer anda armado com granadas de pulso eletromagnético, que detonam qualquer munição explosiva em seu alcance, assim como espingarda para suporte.

## Desenvolvimento
Team Fortress era originalmente um mod de QuakeWorld de 1996. Seus desenvolvedores estavam trabalhando no Team Fortress 2 como um jogo autônomo, mas entraram para a Valve e portaram o jogo original como um mod de Half-Life, chamado Team Fortress Classic, em Abril de 1999. Apesar da companhia ter afirmado em 1998 que Team Fortress 2: Brotherhood of Arms seria lançado em pouco tempo, o jogo continuou em desenvolvimento por mais oito anos até seu lançamento em 10 de Outubro de 2007, e esteve no top 10 vaporwares da revista Wired todos os anos desde 2001.
Desde o lançamento de Team Fortress Classic em 1999, a Valve introduziu várias mudanças no jogo. As atualizações ajudaram a balancear o jogo e ocasionalmente adicionaram novos conteúdos, como novos mapas. Uma grande atualização em particular foi lançada em 8 de Junho de 2000, introduzindo diversos novos mapas e modos de jogo e uma nova interface GUI, e optimizou o código de rede para permitir uma jogabilidade mais leve e rápida. Com essa mudança, o jogo foi renomeado para Team Fortress 1.5. Em 13 de Março de 2001, os modelos dos jogadores foram refeitos. Em 2003, o jogo migrou para o Steam da Valve. Desde então, um grande número de recursos foram adicionados. Em grande parte de sua história, Team Fortress Classic perdeu apenas para Counter-Strike como jogo mais popular e mais jogado, dentre os jogos online.